# 光燦側帶雅羅魚
光燦側帶雅羅魚（学名：Telestes ukliva）为輻鰭魚綱鯉形目雅羅魚科的其中一種，分布於歐洲克羅埃西亞塞蒂納河流域，體長可達25公分，棲息在低地平原區，因汙染及外來種入侵而導致滅絕。

## 扩展阅读
維基物種上的相關：光燦側帶雅羅魚